# Art car
Une art car est un véhicule dont l'apparence a été modifiée dans une démarche artistique. Les artistes possèdent et conduisent généralement leurs œuvres. Il est arrivé qu'on désigne ces derniers par un mot-valise : « cartists ».
Pour les deux-roues, on parle d'« art bike ».

## Galerie

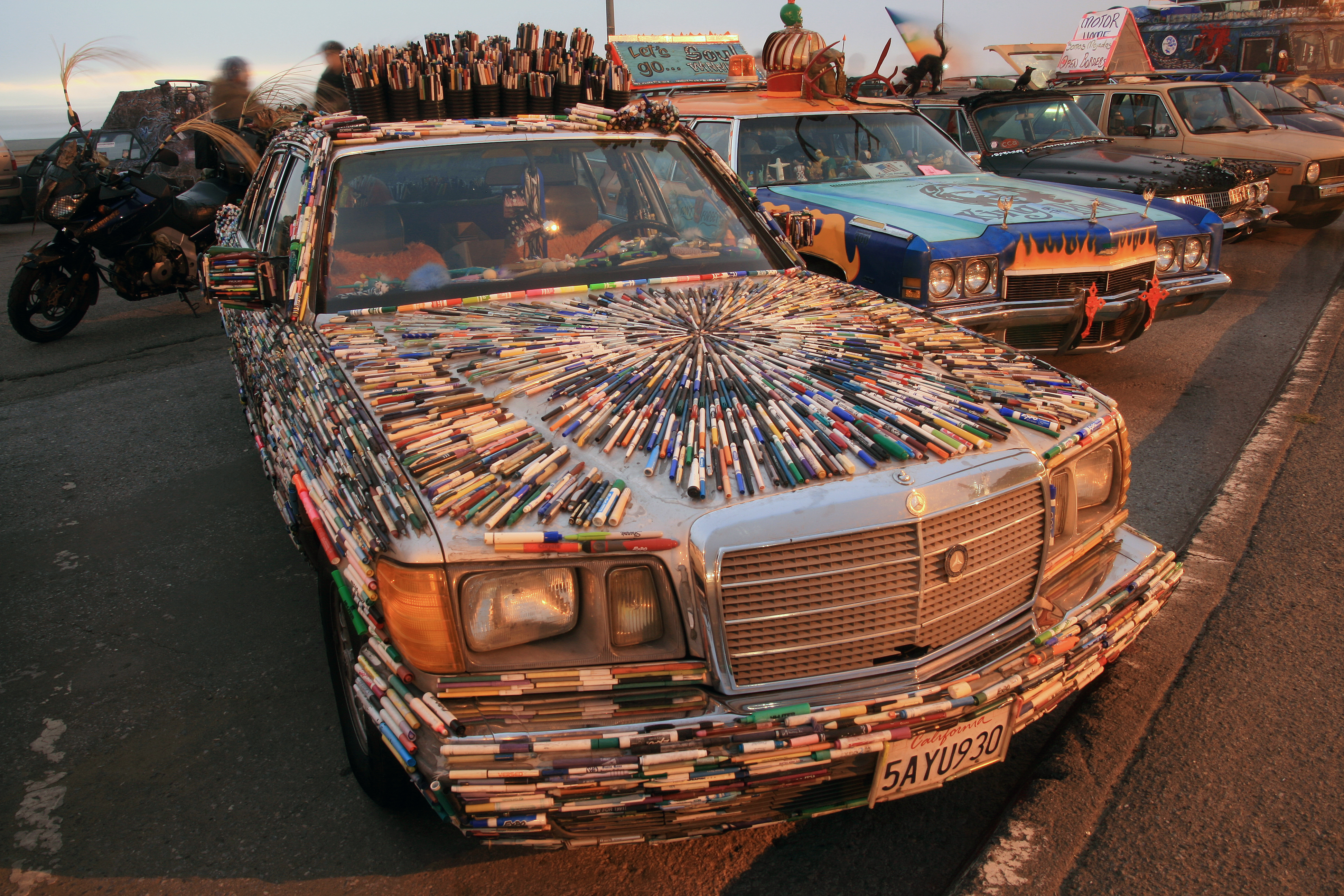
L'Artcarfest, un festival d'art cars à San Francisco, 2009.
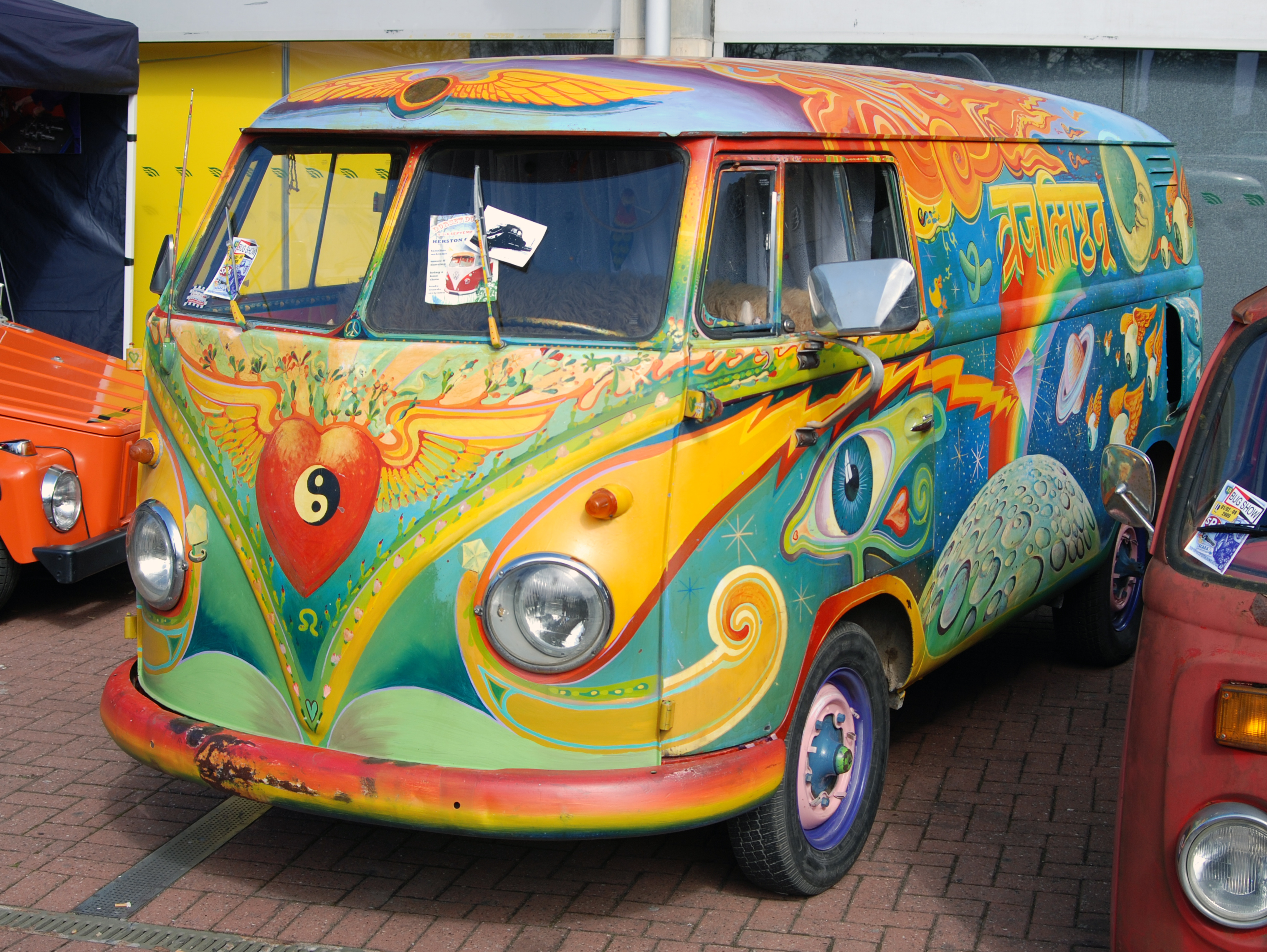
Un Combi Volkswagen.
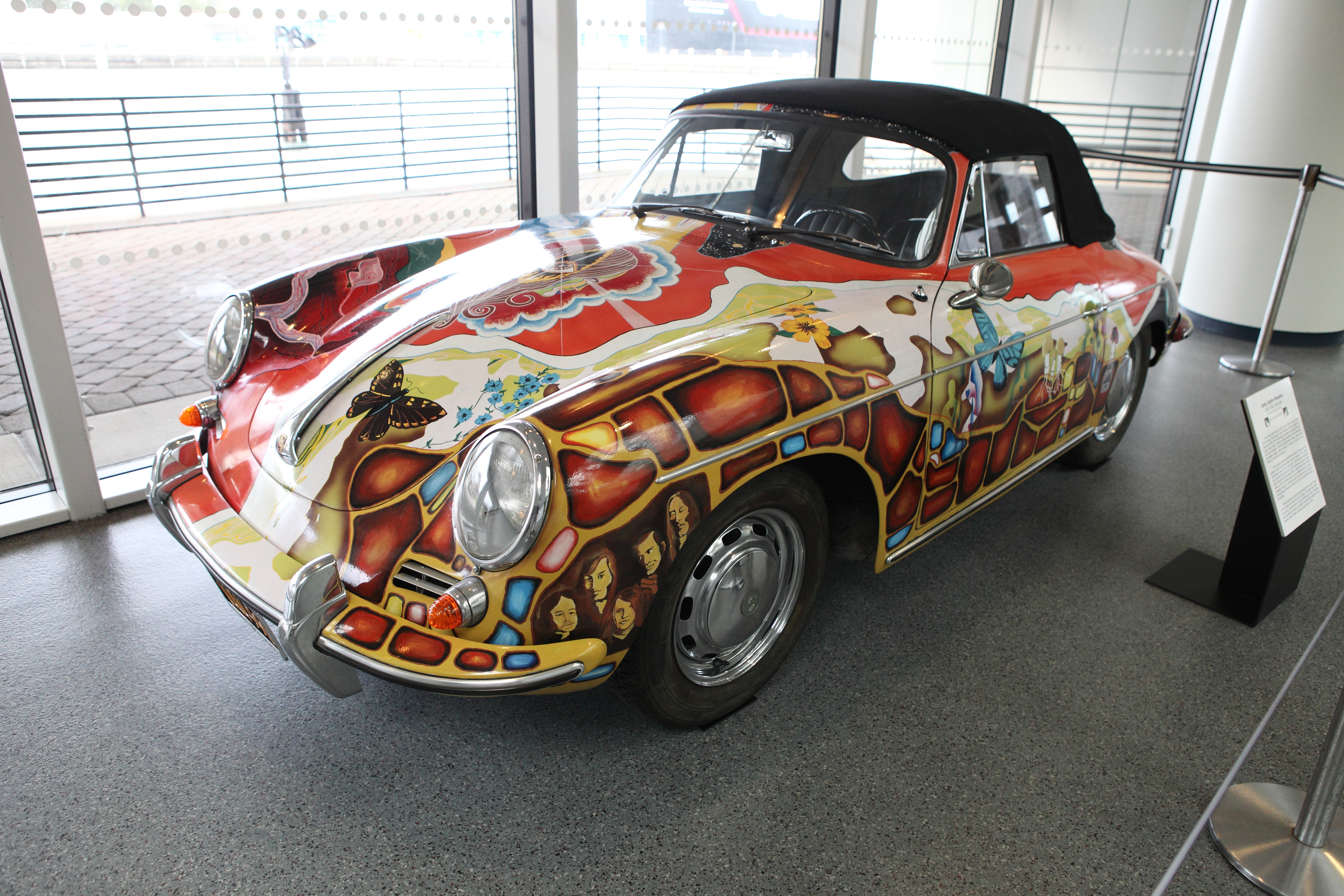
La Porsche 356 de Janis Joplin exposée au Rock and Roll Hall of Fame de Cleveland.
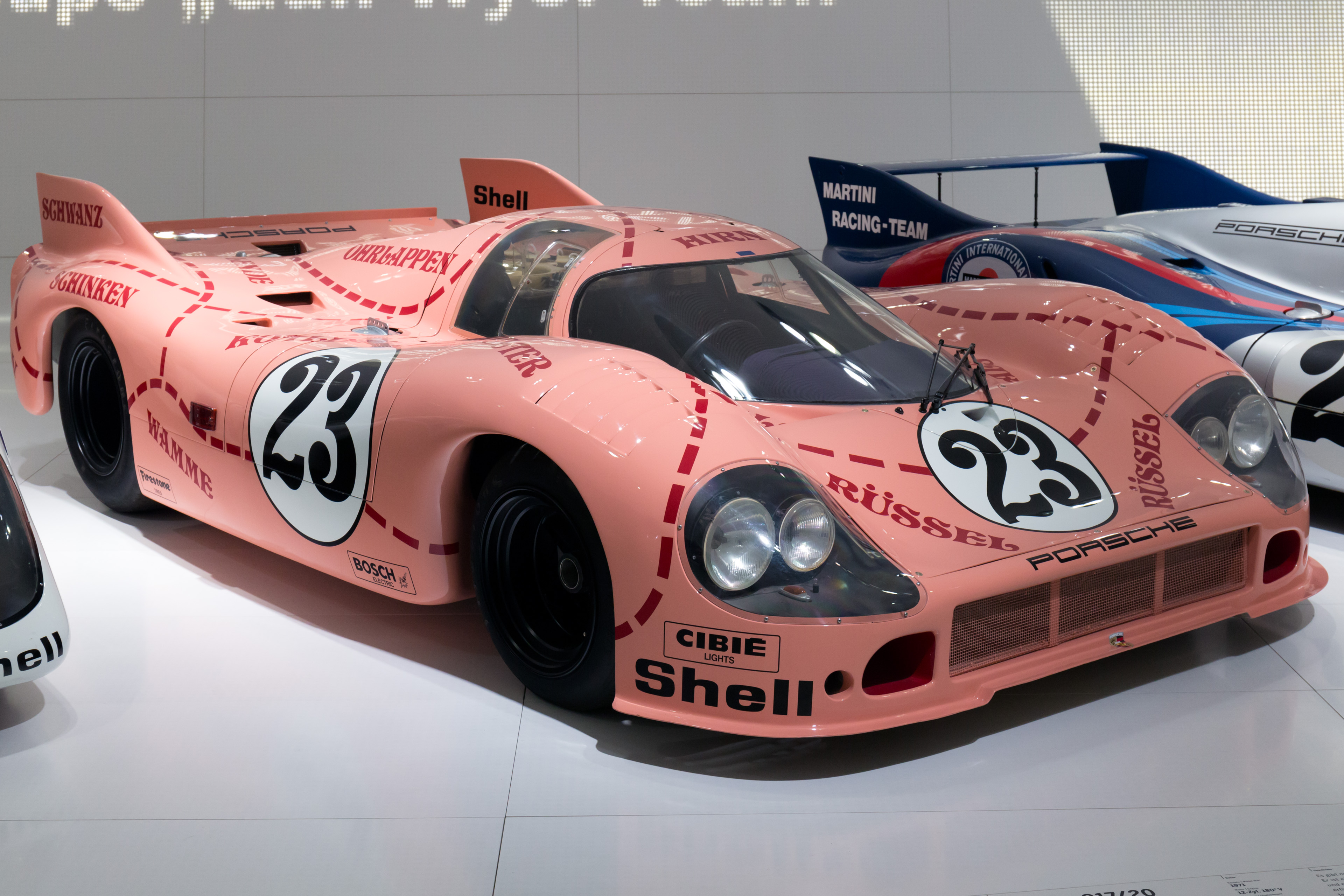
La Porsche 917/20 Pink Pig des 24 Heures du Mans 1971 (Porsche Museum).
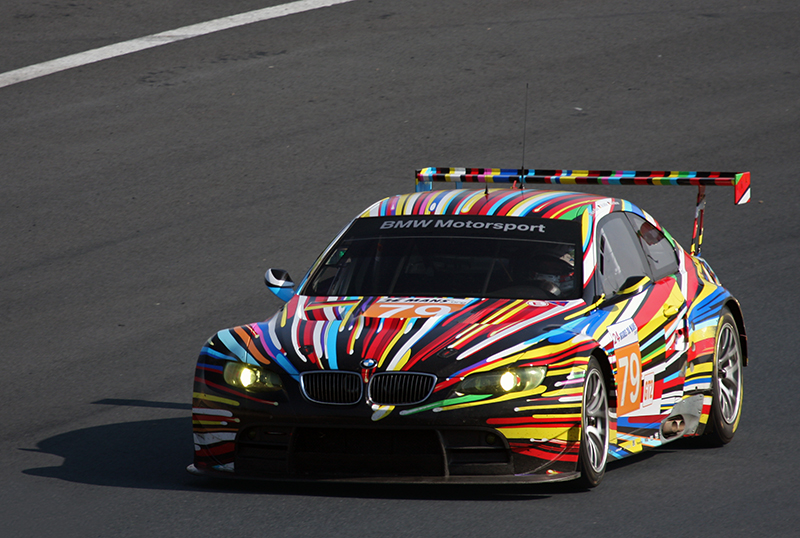
Une BMW M3 GT2 (E92) aux 24 Heures du Mans 2010.
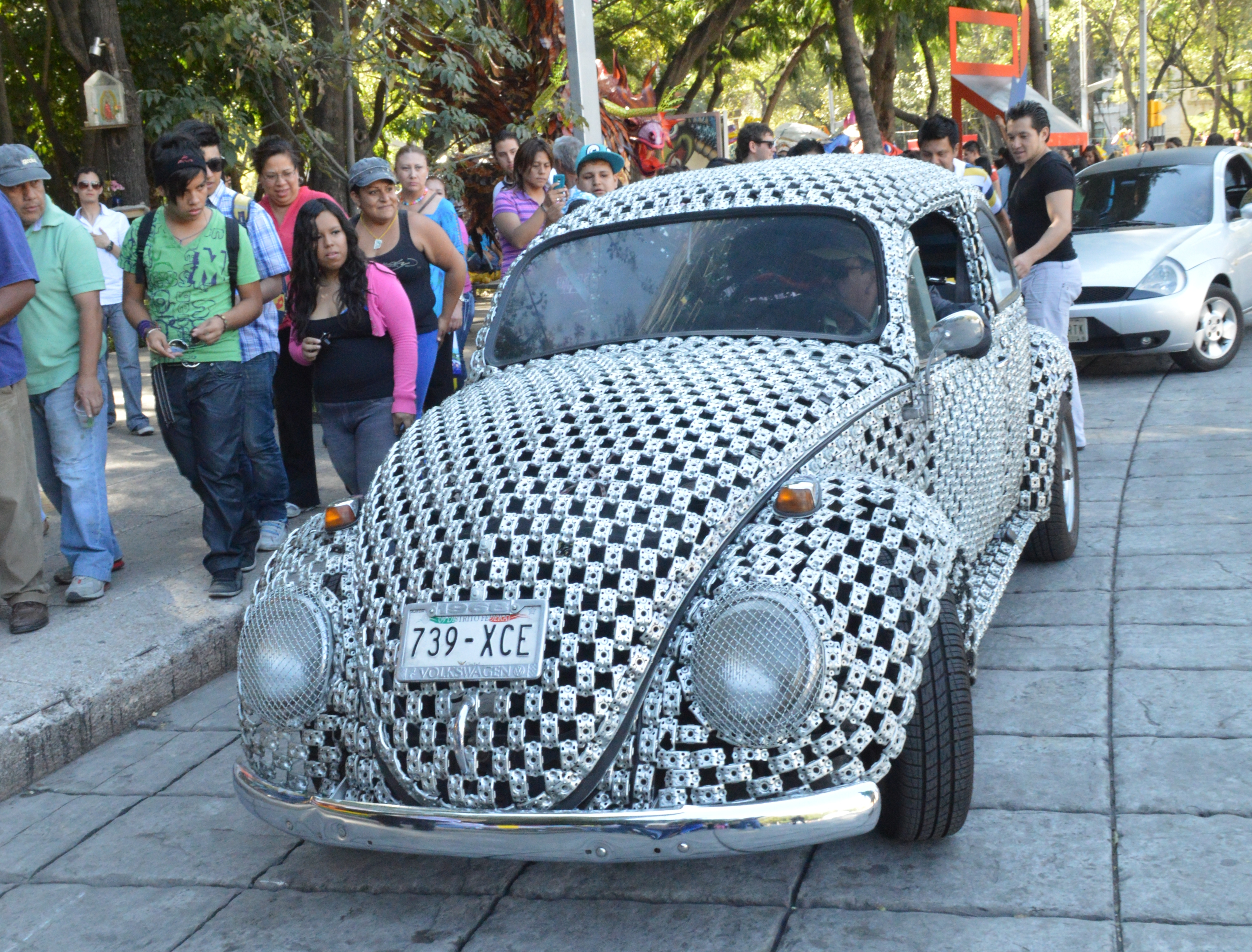
Une Coccinelle au Mexique.
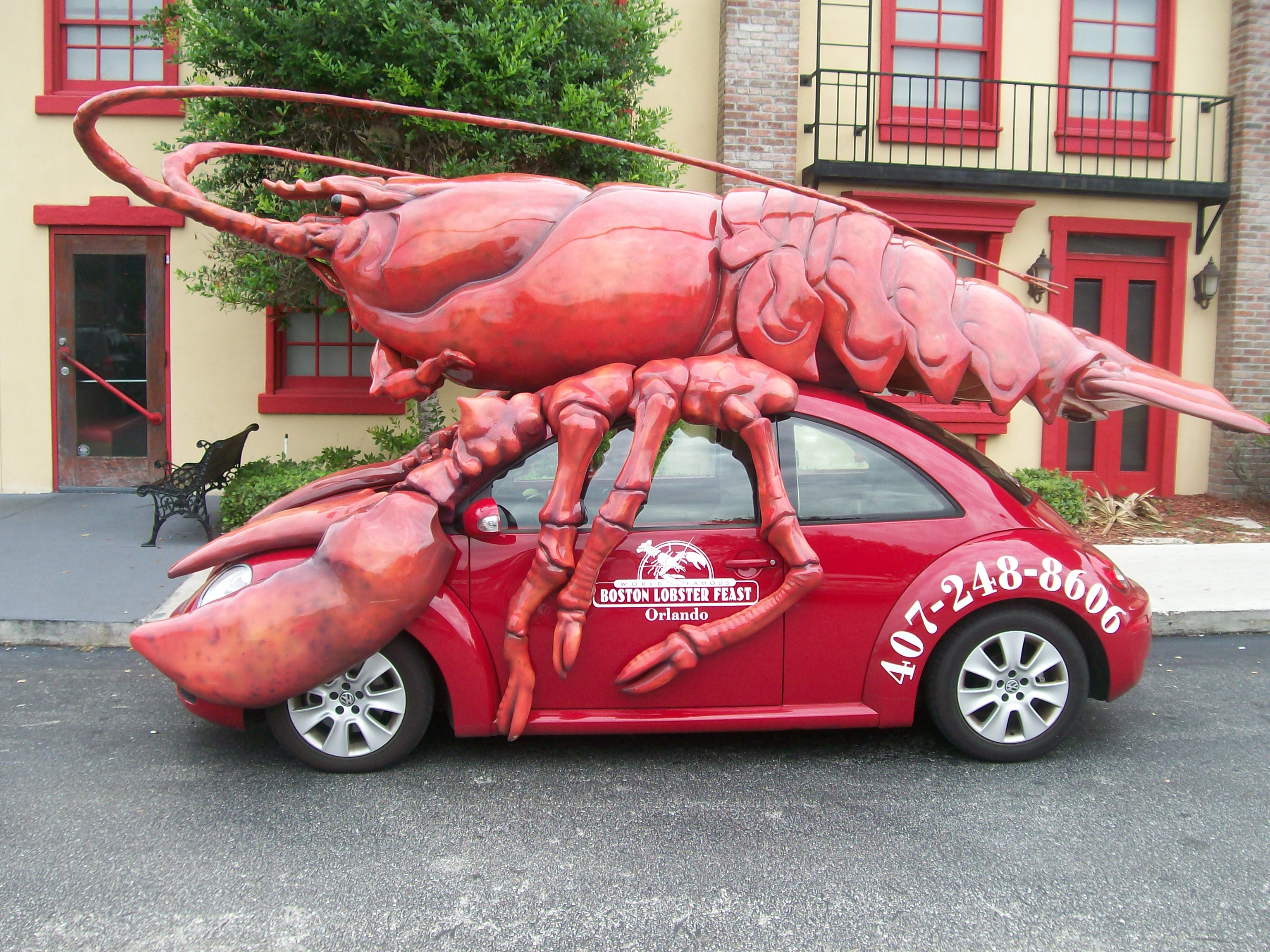
Une Coccinelle plus récente modifiée pour la publicité.
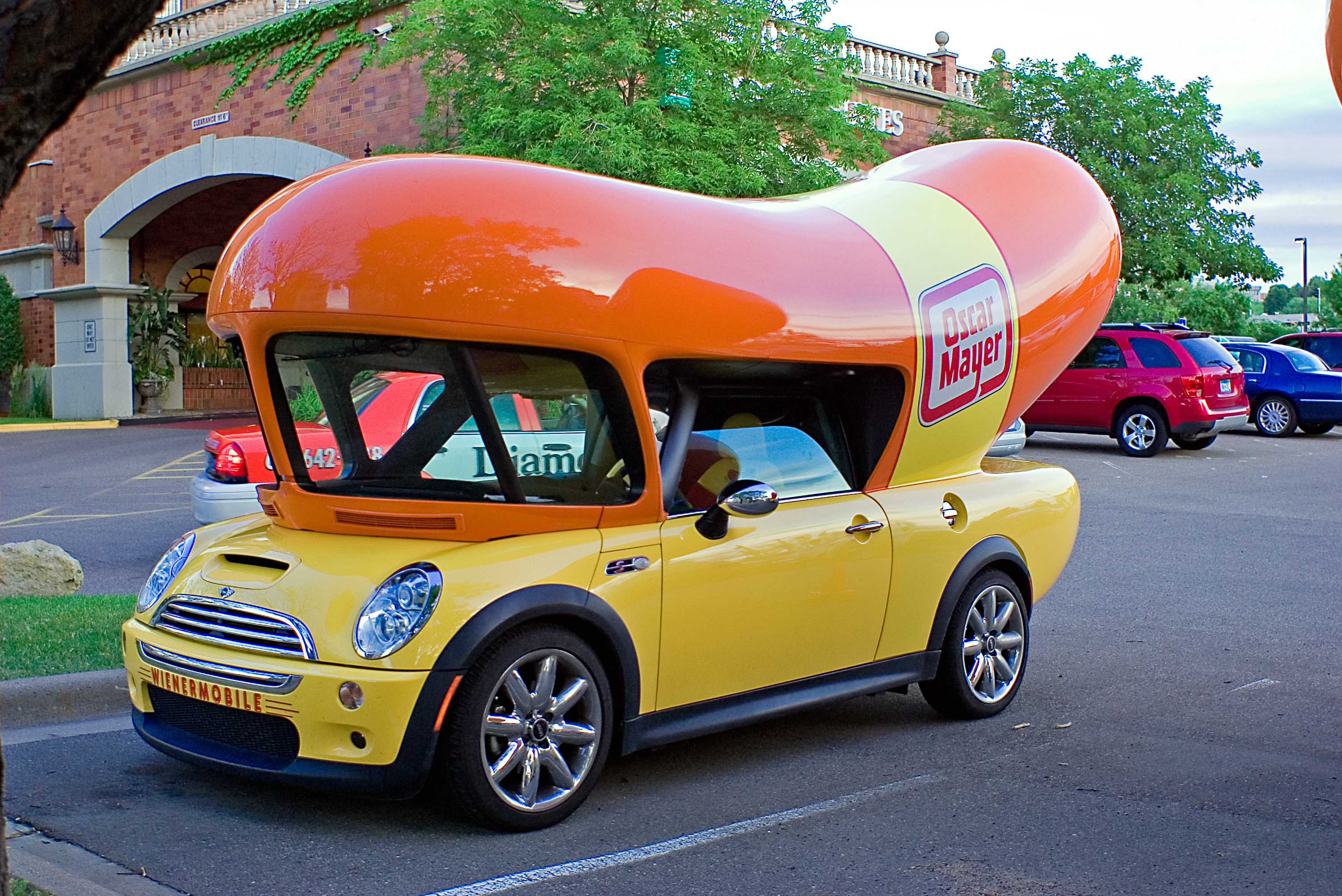
Une Mini aménagée en Wienermobile.
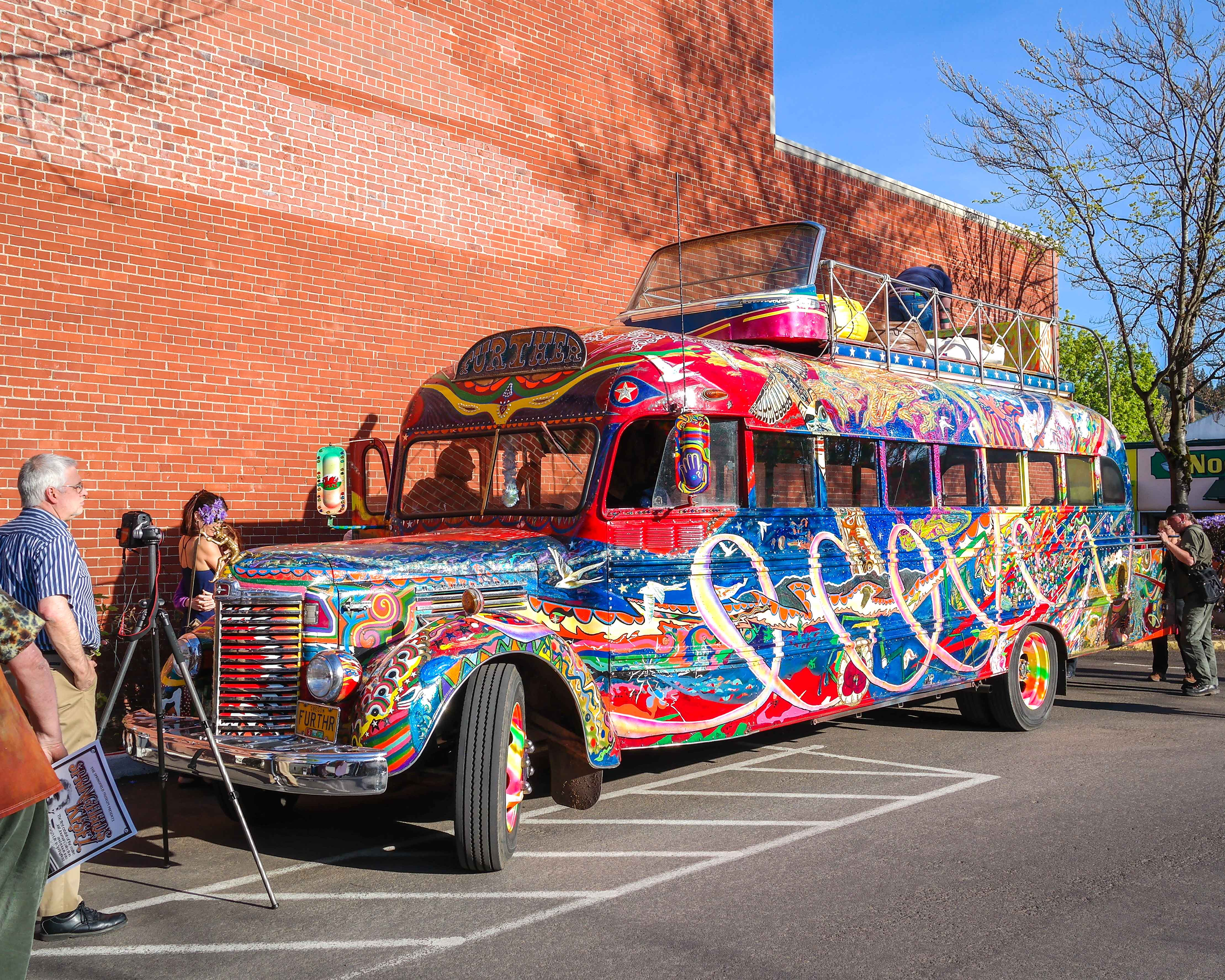
Further, le bus de Ken Kesey.